# نهر فاغا

حوض نهر دفينا الشمالي (يُظهر أيضًا نهر فاغا)

Vaga ((بالروسية: Вага)‏) هو نهر يقع في مقاطعة توتيمسكي ومقاطعة سيامجينسكي ومقاطعة فيرخوفاجسكي التابعة لفولوغدا أوبلاست وفي مقاطعة فيلسكي ومقاطعة شينكورسكي ومقاطعة فينوغرادوفكسي التابعة لأوبلاست أرخانغلسك في روسيا. أكبر روافده هو نهر دفينا الشمالي. يبلغ طول النهر 575 كيلومتر (357 ميل). ومساحة حوضه 44,800 كيلومتر مربع (17,300 ميل2). روافد نهر فاغا الرئيسية هي نهر بيزما (أيسر)، نهر كولوي (فاغا) (أيمن)، نهر فيل (أيسر)، نهر أوستيا (أيمن)، نهر بويا (أيسر)، نهر ليد (أيسر).
يعتبر فاغا النهر الرئيسي لمقاطعات فيرخوفاجسكي وفيلسكي وشيتكورسكي، تقع على ضفافه المناطق المأهولة في هذه المقاطعات كمدينة فيلسك ومدينة شنكورسك.
ينبع فاغا غرب قرية باختوسوفو في منطقة توتيمسكي بالقرب من الحدود مع مقاطعة سيامجينسكي. ويتدفق من الشمال الغربي حيث يعبر منطقتي سيامجينسكي وفيرخوفاجسكي ويتحول إلى الشمال الشرقي.
تحتل المروج مساحات شاسعة في وادي فاغا. ويعبر الوادي خط السكة الحديدية الذي يربط كونوشا بكوتلاس. يقع مصب نهر فاغا على بعد حوالي 5 كيلومتر (3.1 ميل) من مركز مقاطعة فينوغرادوفسكي
يتجمد النهر بدءاً من منتصف نوفمبر ويبقى كذلك حتى أواخر أبريل.
معظم النهر صالح للملاحة خلال موسم ارتفاع المياه، على الرغم من عدم وجود وسائل تنقل منتظمة للركاب. استخدم نهر فاغا لنقل الأخشاب بطريقة الطفو حتى التسعينيات.